# André Marty (historien)
Pour les articles homonymes, voir Marty.
Jean André Marty (1857-1928) est un historien de l'art et un éditeur d'estampes et d'ouvrages français.

## Biographie
Arrière-petit-fils du lexicographe Jean-Charles Laveaux et fils du grammairien Charles Marty-Laveaux et d'Adèle-Augustine Bichet, André Marty entre aux Beaux-Arts de Paris en 1876 et devient l'élève d'Alexandre Cabanel. Il expose au Salon des artistes français un portrait en 1882, puis reçoit une mention au Salon de 1889 pour Place de la Concorde, un paysage parisien peint.
En mars 1893, devenu dans l'intervalle directeur du Journal des artistes et critique d'art à La Patrie, il reprend L'Estampe originale d'Auguste Lepère et en fait l'un des plus beaux albums d'estampes de la fin de siècle. Éditeur attentif à l'art nouveau, ce support devient en quelques mois le rendez-vous de 74 artistes-graveurs parmi les plus modernes. Il composa également d'autres albums comme Le Café Concert, Yvette Guilbert, et l'Album de la Revue blanche,. 
Durant l'année 1895, Marty se lance dans la démocratisation des objets dit « d'art décoratif », adhérent au concept d'« art social » développé par Roger Marx et Paul Desjardins, en fondant L’Artisan moderne, sans doute sur le modèle de la Maison Bing. Il ouvre une première galerie au 7 rue Racine, exposant des objets d’art, meubles et ensembles décoratifs, mais aussi des cartes d’invitation, menus, papiers peints. En octobre 1896, il lance le périodique Le Livre vert, recueil mensuel d'opinions et de documents artistiques (5 livraisons, oct. 1896 – mars 1897). Il y annonce son programme :

« Appliquer à des objets usuels et artistiques le procédé de l’édition limitée en usage pour les estampes et la librairie était une idée séduisante. Le principe de souscription entre amateurs, si bien mis en pratique par Octave Uzanne pour les livres de grand luxe et par l’Estampe originale pour les gravures et les lithographies, se trouve réalisé pour les objets par l’Artisan moderne. Une réunion de cent amateurs souscrivant une somme fixe relativement minime suffit à couvrir tous les frais d’un modèle dû au meilleur artiste, d’une fabrication irréprochable et d’une utilisation pratique certaine ; chacun y trouvant son compte mieux que dans les tentatives de rénovation qui se sont produites jusqu’ici : les frais commerciaux sont nuls, l’artiste reçoit une rémunération convenable, et l’amateur est rassuré sur la rareté et la valeur de son acquisition ; car il est évident pour quiconque s’est occupé d’estampe et de librairie qu’une édition à cent exemplaires répandue dans tous les pays est une édition rarissime. »

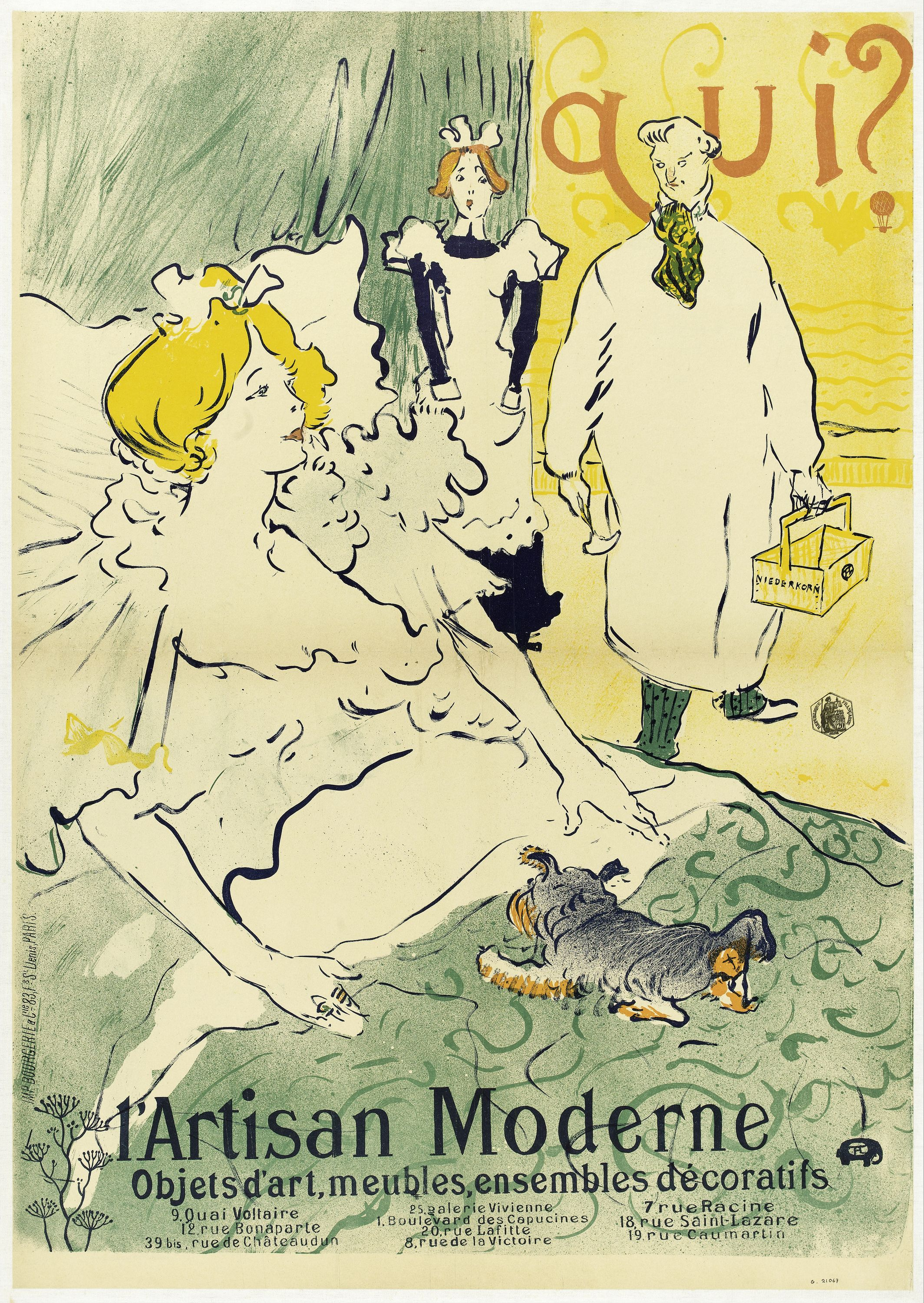
Toulouse-Lautrec, Qui ? L'Artisan moderne, affiche lithographiée, 1896.

Marty associa à L'Artisan moderne, Albert Charpentier et Henry Nocq, qui produisirent entre autres deux objets, respectivement une céramique (Pot à vin nouveau) et une broche (Masque fantastique). Il y eut au moins trois expositions jusqu'au début de l'année 1899, en lien avec le groupe L'Art dans Tout. Marty demanda à  Toulouse-Lautrec de composer une affiche (L'Artisan moderne, 1896).
En 1901, il édite Études de langue française, un ouvrage inédit et posthume de son père.
En mai 1905, sa fille Suzanne, née de son mariage avec Adrienne-Jeanne Leménil, épouse l'historien Amand Rastoul (1877-1946).
En avril 1907, il publie sur ses propres presses son essai L'Histoire de Notre-Dame-de-Paris en estampes et pour le compte du Journal des débats par souscription, Prosper Mérimée, l'homme, l'artiste l'écrivain illustré de gravures.
En novembre 1911, il revend son fonds aux éditions Émile-Paul Frères.
Il meurt le 31 janvier 1928 à Clamart.
Il fut membre de la Société de l'histoire de Paris et de l'Île de France et de la Société d'iconographie parisienne.

## Autres publications
- Gustave Geffroy, Musée du soir aux quartiers ouvriers : le Temple, le Marais, le faubourg Saint-Antoine..., Marty, 1890.
- [catalogue] L'Art dans Tout, galerie des Artistes modernes, 19, rue Caumartin. 3e exposition, du 15 décembre 1898 au 17 janvier 1899), Paris, éd. A. Marty - H. Floury, [1898].
- L'Imprimerie et les procédés de gravure au Vingtième Siècle : étude accompagnée de 40 planches hors texte, couverture et typographie de George Auriol, éd. Marty, 1906 — lire sur Gallica.
- L'Histoire de Jeanne d'Arc d'après les documents originaux..., avec Marius Sepet, éd. Marty, 1907.
- Les Neuf de dix thermidor, an IIe de la République..., préface de G. Lenotre, éd. Marty, 1908.
- La Nativité de Notre Seigneur Jésus-Christ, avec Amand Rastoul et André Pératé, éd. Marty, 1911.
- Pierre de Nolhac, Histoire du château de Versailles : Versailles sous Louis XIV , éd. Marty, 1911.
- Le Trésor de l'Art chrétien, préfacé par Paul Jamot, éd. Henri Floury, 1927.